# Henryk Firlej (1599-1635)
Pour les articles homonymes, voir Henryk Firlej.
Henryk Firlej de Dąbrowica, armoiries de Lewart, né le 11 février 1599 et mort le 3 décembre 1635, est évêque de Poznań, évêque de Przemyśl, abbé commendataire de Tyniec en 1627, grand référendaire de la Couronne dans les années 1625 -1632, secrétaire de Sigismond III Vasa.

## Biographie
Il est le fils du trésorier Jan Firlej et de Gertrude Opalińska, armoiries de Łódź.
Il étudie à Ingolstadt. De retour de l'étranger, il devient secrétaire du roi, puis référendaire de la couronne (1625) et reçoit le canonicat de Cracovie. À la cour, il est le favori de la reine Constance, grâce à son intercession, la prébende suivante qu'il reçoit en 1627 est le poste d'abbé commendataire de Tyniec.
En 1630, le roi Sigismond III Vasa le nomme évêque de Przemyśl (la préconisation a lieu le 28 juillet 1631). Il renonce à l'évêché de Warmie proposé par le roi Władysław IV (1633). Le 9 juillet 1635, il est nommé à l'évêché de Poznań, où il prend ses fonctions le 12 octobre 1635, mais ne parvient pas à célébrer l'ingresu. Il est l'un des plus fervents partisans de la dynastie des Vasa dans le Commonwealth. En 1635, il est nommé sénateur résident.
Il signe le pacta conventa de Ladislas IV Vasa en 1632.
Il est inhumé dans l'église du monastère dominicain de St. Stanislas à Lublin.